# Elmar Leppik
Elmar Emil Leppik (tot 1947 Elmar Emil Lepik) (Väljaotsa, 4 oktober 1898 – Beltsville, 4 november 1978) was een Estische mycoloog. Hij was de oprichter van een mycologisch herbarium en bibliotheek aan de Universiteit van Tartu.

## Biografie
Leppik, de zoon van een boer, werd geboren in Väljaotsa, een landelijk dorpje in Estland ten noorden van Tartu. Zijn precieze geboortedatum is onbekend, en staat genoteerd als 4 oktober of 3 december 1898, maar het is mogelijk dat zelfs het geboortejaar niet klopt.
Tijdens zijn studententijd was hij geïnteresseerd in zowel mycologie als algologie. Na zijn afstuderen was Leppik fellow bij de Rockefeller Foundation en later de Universiteit van Tartu. Onder zijn instructeurs waren de vooraanstaande mycologen Eduard Fischer en Ernst Albert Gäumann. Hij promoveerde in 1928 in Zürich voordat hij terugkeerde naar Estland om van 1929 tot 1944 aan de Universiteit van Tartu te werken. Daar werkte hij van 1929 tot 1938 als universitair docent, en van 1938 tot 1944 als hoogleraar.
In 1950 verhuisde hij naar de Verenigde Staten, waar hij de eerste zeven jaar les gaf aan de Augustana Universiteit in South Dakota en als onderzoekswetenschapper werkte aan het Hormel Institute van de Universiteit van Minnesota. In 1964 verhuisde hij naar Beltsville, Maryland, waar hij de rest van zijn leven zou blijven. Zijn interesses in deze tijd veranderde richting de fylogenie van bloeiende planten en schimmels, evolutionaire classificatie van bloemsoorten, co-evolutie van planten, insectenbestuiving, en de biologie van bijen.
- Author citation (botany): Leppik
- CiNii: DA04413181
- Gemeinsame Normdatei: 137305877
- International Standard Name Identifier: 0000 0000 5882 3051
- Nationale Bibliotheek van Letland: 000226718
- Nederlandse Thesaurus van Auteursnamen: 068182783
- Réseau des bibliothèques de Suisse occidentale: 02-A018061749
- Système universitaire de documentation: 175441154
- Virtual International Authority File: 81514781
- WorldCat: E39PBJtMqHxP9HrJdFBp8VYpT3